# تنوع زیستی آلفا
در بوم‌شناسی، تنوع آلفا (α-تنوع) میانگین تنوع گونه‌ای در یک زیستگاه در مقیاس محلی است. این اصطلاح توسط رابرت ویتاکر همراه با اصطلاحات تنوع بتا (تنوع β) و تنوع گاما (تنوع γ) معرفی شد. ایده ویتاکر این بود که تنوع کل گونه‌ها در یک چشم‌انداز (تنوع گاما) توسط دو چیز متفاوت تعیین می‌شود، میانگین تنوع گونه‌ای در زیستگاه‌ها در مقیاس محلی‌تر (تنوع آلفا) و تمایز بین آن مکان‌ها (تنوع بتا).

## نمونه‌ها
تنوع آلفا را می‌توان هم در چشم‌اندازهای منقرض‌شده و هم در چشم‌اندازهای موجود محاسبه کرد.

### نمونه‌هایی از مطالعات تنوع آلفای منقرض‌شده
- بقای جوامع دوزیستان و خزندگان از طریق انقراض پرمین-تریاس[۳]
- سازماندهی مجدد جوامع دریایی اعماق اردوویسین[۴]

### نمونه‌هایی از مطالعات تنوع آلفا موجود
- تنوع بالای درختان در سراسر جنگل‌های آمازون در اکوادور[۵]